# Parasphendale
Parasphendale es un género de mantodeos perteneciente a la familia Mantidae. Es originario de África.

## Especies
Comprende las siguientes especies:
- Parasphendale affinis
- Parasphendale africana
- Parasphendale agrionina
- Parasphendale albicosta
- Parasphendale costalis
- Parasphendale ghindana
- Parasphendale minor
- Parasphendale scioana
- Parasphendale stali